# Носоново (Московская область)
Носоново — деревня в Одинцовском районе Московской области, в составе сельского поселения Ершовское. Население 6 человек на 2006 год, в деревне числится 1 садовое товарищество. До 2006 года Носоново входило в состав Ершовского сельского округа.
Деревня расположена на северо-западе района, в 5 километрах на северо-запад от Звенигорода, на правом берегу реки Сторожка, высота центра над уровнем моря 171 м.
Впервые в исторических документах Носоново встречается в писцовой книге 1558 года, как село Насоновское, с деревянной Троицкой церковью. В Смутное время село было разорено, церковь сожжена, в описании 1624 года — пустошь, лежавшая в порозжих землях, а на 1646 год в Насонове уже было 5 крестьянских дворов с 18 душами и 3 бобыльских — 7 человек. На 1705 год имелось 7 дворов и 25 жителей, по Экономическим примечаниям 1800 года записано 15 дворов, 77 мужчин и 73 женщины. На 1852 год в деревне числился 21 двор, 78 душ мужского пола и 69 — женского, в 1890 году — 148 человек. По Всесоюзной переписи 17 декабря 1926 года числилось 35 хозяйств, 177 жителей, школа первой ступени и изба-читальня; по переписи 1989 года — 12 хозяйств и 9 жителей.